# Felix Booth
Pour les articles homonymes, voir Booth.
Felix Booth (1775, Roydon, Essex – 24 janvier 1850, Brighton), 1er baronnet, est le dirigeant britannique d'une distillerie de gin.
Sa famille crée la marque « Booth's Gin » à Londres en 1740.

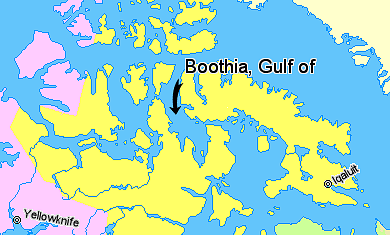
La péninsule Boothia

Mécène, il finance une expédition de John (puis Sir John) Ross à la recherche du passage du Nord-Ouest. Ross le remerciera en nommant une péninsule qu'il découvre à son nom (la « péninsule Boothia » au Canada).